# Холостенко, Виталий Яковлевич
Вита́лий Я́ковлевич Холосте́нко (партийные псевдонимы — Барбу и Петрулеску, рум. Vitali Holostenco; 1900, Измаил, Бессарабская губерния — 17 декабря 1937, Тирасполь) — румынский революционер украинского происхождения, деятель компартии Украины и МАССР. Генеральный секретарь Коммунистической партии Румынии (1927—1931).

## Биография
Участник революционного движения с 1917 года, член компартии Румынии с 1919 года. В начале 1920-х годах учился в Бухаресте, где участвовал в трансформации Социалистической партии Румынии в Социалистическо-коммунистическую. Арестован в мае 1921 года, осуждён по «процессу 270-ти», но амнистирован летом 1922 года. Бежал в СССР, где стал помощником Христиана Раковского. В 1924—1928 годах заведовал отделом агитации и пропаганды Молдавского обкома КП(б)У.
В 1927 году был избран генеральным секретарём ЦК Коммунистической партии Румынии (КПР) и вернулся в Румынию для объединения разрозненных фракций партии. В августе 1930 года отозван в СССР, окончил московский Институт красной профессуры, работал в аппарате ЦК ВКП(б).
Арестован 10 декабря 1937 года в ходе так называемой «румынской операции» по обвинению в шпионаже в пользу Румынии, расстрелян 17 декабря того же года в Тирасполе.

## Семья
Брат — Михаил Яковлевич Холостенко, нарком просвещения Молдавской АССР, затем заведующий отделом Молдавского обкома КП(б)У. Также государственной деятельностью занимались его братья Дмитрий и Павел. Все братья были расстреляны по приговору от 9 октября 1937 года по делу так называемой «румынской операции» (по этому же делу помимо всех братьев Холостенко проходили Х. Б. Богопольский, И. И. Бадеев, Д. П. Милев, С. Р. Лехтцир, Г. И. Старый, Г. И. Бучушкан).

## Публикации
- В. Холостенко. 3 года национального строительства в АМССР, 10 лет национального угнетения в Бессарабии. Балта: Госиздат Молдавии, 1928.